# كيف (ميزوري)
كيف (بالإنجليزية: Cave)‏ هي إحدى المجتمعات الفردية (غير مصنفة) في ولاية ميزوري في الولايات المتحدة الأمريكية.

## التركيبة السكانية
قام مكتب تعداد الولايات المتحدة بتحديد بيانات التركيبة السكانية لكيف في تعداد الولايات المتحدة. في ما يلي، التركيبة السكانية حسب تعدادي 2000 و2010.

### تعداد عام 2000
بلغ عدد سكان كيف 7 نسمة بحسب تعداد عام 2000، وبلغ عدد الأسر 4 أسرة وعدد العائلات 2 عائلة مقيمة في البلدة.
وتوزع التركيب العرقي للبلدة بنسبة 100.00% من البيض.
```
وبلغ متوسط حجم الأسرة المعيشية 2.50، أما متوسط حجم العائلات فبلغ 1.75.
```

بلغ العمر الوسطي للسكان 34 عاماً.
بلغ متوسط دخل الأسرة في البلدة 41,250 دولار، أما متوسط دخل العائلة فبلغ 41,250 دولار. وكان متوسط دخل الذكور 0 دولار مقابل 13,750 دولار للإناث. وسجل دخل الفرد الخاص بالبلدة 8,120 دولار.

### تعداد عام 2010
بلغ عدد سكان كيف 5 نسمة بحسب تعداد عام 2010، وبلغ عدد الأسر 3 أسرة وعدد العائلات 2 عائلة مقيمة في القرية. في حين سجلت الكثافة السكانية 5.2 نسمة لكل ميل مربع (2.0/كم2). وبلغ عدد الوحدات السكنية 6 وحدة بمتوسط كثافة قدره 6.3 لكل ميل مربع (2.4/كم2).
وتوزع التركيب العرقي للقرية بنسبة.
```
وبلغ متوسط حجم الأسرة المعيشية 2.00، أما متوسط حجم العائلات فبلغ 1.67.
```

بلغ العمر الوسطي للسكان 61.5 عاماً.